# Expanathura amstelodami
Expanathura amstelodami is een pissebed uit de familie Expanathuridae. De wetenschappelijke naam van de soort is voor het eerst geldig gepubliceerd in 1976 door Kensley.